# Iris spuria
Espèce
Synonymes
- Chamaeiris reichenbachiana (Klatt) M.B.Crespo[1]
- Chamaeiris spuria (L.) Medik.[1]
- Iris cardiopetala Borbás[1]
- Iris gueldenstadtiana subsp. subbarbata (Joó) Nyman[1]
- Iris reichenbachiana Klatt[1]
- Iris sordida Retz.[1]
- Limniris spuria (L.) Fuss[1]
- Xiphion spurium (L.) Alef.[1]
- Xyridion reichenbachianum (Klatt) Klatt[1]
- Xyridion spurium (L.) Fourr.[1]

Iris spuria est une espèce de plantes de la famille des Iridaceae.

## Liste des sous-espèces et variétés
Selon Catalogue of Life (2 juillet 2018) et World Checklist of Selected Plant Families (WCSP) (2 juillet 2018) :
- sous-espèce Iris spuria subsp. carthaliniae (Fomin) B.Mathew (1981)
- sous-espèce Iris spuria subsp. demetrii (Achv. & Mirzoeva) B.Mathew (1981)
- sous-espèce Iris spuria subsp. musulmanica (Fomin) Takht. (1972)
- sous-espèce Iris spuria subsp. spuria

Selon The Plant List (2 juillet 2018) :
- sous-espèce Iris spuria subsp. carthaliniae (Fomin) B.Mathew
- sous-espèce Iris spuria subsp. demetrii (Achv. & Mirzoeva) B.Mathew
- sous-espèce Iris spuria subsp. maritima (Dykes) P.Fourn.
- sous-espèce Iris spuria subsp. musulmanica (Fomin) Takht.

Selon Tropicos (2 juillet 2018) (Attention liste brute contenant possiblement des synonymes) :
- sous-espèce Iris spuria subsp. aurea (Lindl.) Dykes
- sous-espèce Iris spuria subsp. carthaliniae (Fomin) B. Mathew
- sous-espèce Iris spuria subsp. demetrii (Achv. & Mirzoeva) B. Mathew
- sous-espèce Iris spuria subsp. guldenstaedtiana (Lepech.) Soldano
- sous-espèce Iris spuria subsp. halophila (Pall.) B. Mathew & Wendelbo
- sous-espèce Iris spuria subsp. maritima (Dykes) P. Fourn.
- sous-espèce Iris spuria subsp. monnieri (DC.) Dykes
- sous-espèce Iris spuria subsp. musulmanica Takht.
- sous-espèce Iris spuria subsp. notha (M. Bieb.) Asch. & Graebn.
- sous-espèce Iris spuria subsp. ochroleuca (L.) Dykes
- sous-espèce Iris spuria subsp. sogdiana (Bunge) B. Mathew
- sous-espèce Iris spuria subsp. spuria
- variété Iris spuria var. daenensis (Kotschy ex Baker) Baker
- variété Iris spuria var. desertorum (Gueldenst.) Sims
- variété Iris spuria var. halophila (Pall.) Sims
- variété Iris spuria var. hispanica Dykes
- variété Iris spuria var. maritima Dykes
- variété Iris spuria var. notha (M. Bieb.) Baker
- variété Iris spuria var. ochroleuca (L.) Sims
- variété Iris spuria var. reichenbachiana (Klatt) Dykes
- variété Iris spuria var. subbarbata (Joó) Baker